# Roseanne Park
Roseanne Park (coreà: 박채영)  (Auckland, 11 de febrer de 1997) més coneguda amb el seu nom artístic Rosé, és una cantant nascuda a Nova Zelanda, de pares sud-coreans, establerta a Corea del Sud. És membre del quartet femení Blackpink format el 2016 per YG Entertainment. També canta en solitari. El 2024 va treure el senzill "APT" amb Bruno Mars i l'àlbum Rosie.

## Discografia
- 2021 – R
- 2024 – Rosie

### Senzills
- 2021 – On the Ground[3]
- 2021 – Gone
- 2024 – APT (ft. Bruno Mars)